# Бюльбюль болотяний
Бюльбю́ль болотяний (Thescelocichla leucopleura) — вид горобцеподібних птахів родини бюльбюлевих (Pycnonotidae). Мешкає в Західній і Центральній Африці. Це єдиний представник монотипового роду Болотяний бюльбюль (Thescelocichla).

## Поширення і екологія
Болотяні бюльбюлі поширені від Сенегалу до східних районів ДР Конго і північної Анголи. Вони живуть на болотах, у вологих рівнинних тропічних лісах, на полях і плантаціях.